# Arrangement des colonies de coraux
Les coraux durs, aussi connus sous le nom de coraux bâtisseurs, développent de grands squelettes dont l'arrangement peut varier suivant plusieurs types connus.

## Plocoïde
Les calices sont monocentriques, bien différenciés et ne partagent pas leur mur avec d'autres calices. Ils sont connectés par le coenosteum.

## Phacéloïde
Les calices sont monocentriques, bien différenciés, mais hauts et tubulaires. Ils sont toujours connectés par le coenosteum mais la vue du dessus peut le faire parfois confondre avec l'arrangement plocoïde.

## Cérioïde
Les calices sont différenciés mais sont adjacents ne laissant pas apparaître de coenosteum. Les calices ont alors souvent une forme hexagonale.

## Méandroïde
Les calices sont polycentriques, non différenciés. Ils forment des vallées de calices (on parle de calices polycentriques en série) dont les cloisons sont adjacentes à celles des autres vallées de calices.

## Flabello-méandroïde
Les calices sont polycentriques, non différenciés et hauts. Ils forment des vallées de calices (on parle de calices polycentriques en série) dont les cloisons ne sont pas adjacentes à celles des autres vallées de calices.

## Dendroïde
Les calices sont polycentriques, tubulaires et les nouveaux calices se développent sur les parois des anciens calices à la manière des branches d'un arbre. Il n'y a pas de coenosteum visible.

## Hydnophoroïde
Les calices sont monocentriques mais disposent de cloisons, formant des petit monticules discontinus.

## Thamnastérioïde
Les calices sont monocentriques mais leurs cloisons sont peu visibles. Un maillage de surface est observable et correspond à de longues côtes en rejoignant d'autres.

## Fungioïde
La colonie adopte une structure circulaire formées par des septes très longs et communs ne laissant pas apparaitre les cloisons pourtant présentes à l'intérieur du squelette.